# Stora finsk-svenska ordboken
Stora finsk-svenska ordboken (finska: Suomi–ruotsi-suursanakirja) är en tvåspråkig ordbok med finska som källspråk och svenska som målspråk. Verket publiceras av Institutet för de inhemska språken (även kallad KOTUS) och är tillgänglig online sedan 2017. 

## Bakgrund
Den första tryckta upplagan utkom 1997 på Söderström-WSOY med redaktör Birgitta Romppanen. En ny tryckt version gavs ut 2004, följd av en elektronisk version 2006. April 2017 lanserades en nätversion. I december 2020 uppdaterades webbgränssnittet med mobilvänligt gränssnitt och nya sökfunktioner med tekniskt stöd av Språkinstitutet och Göteborgs universitet.
Årliga uppdateringar lägger till nya ord, främst hämtade från Kielitoimiston sanakirja(fi), och redigerar befintliga artiklar. Användarnas respons beaktas i uppdateringar. År 1997 omfattade ordboken cirka 96 800 uppslagsord, och i juni 2025 över 110 000 uppslagsord.
Sedan år 2023 är redaktören Solveig Arle.